# Francesco Muttoni
Francesco Antonio Muttoni (Cima di Porlezza, 22 gennaio 1669 – Vicenza, 21 febbraio 1747) è stato un architetto e studioso di architettura italiano della Repubblica di Venezia.

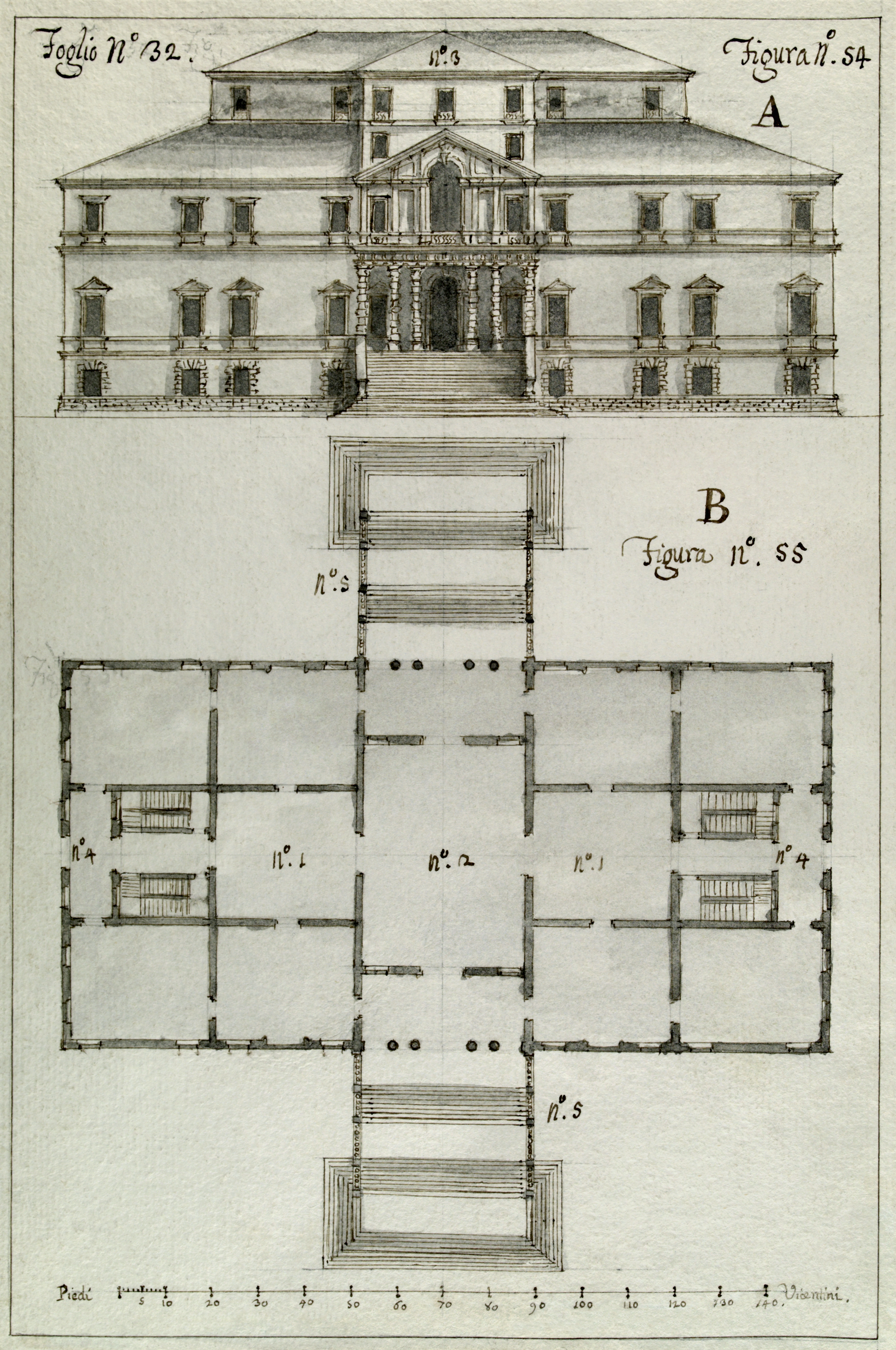
Disegni di Muttoni di Villa da Lezze a San Biagio di Callalta (TV) di Baldassarre Longhena (distrutta). Dai disegni a penna, inchiostro e acquerello che avrebbero dovuto costituire la base per le incisioni di Giorgio Domenico Fossati da includere nel volume decimo dell'edizione del trattato L'architettura di Palladio di Muttoni (Venezia, 1740-48); il volume decimo non fu mai pubblicato.

Compì estesi studi sulle opere di Palladio, a cui dedicò due trattati. Come progettista operò prevalentemente nel vicentino.

## Biografia
Era nativo di Cima, villaggio del bacino italiano del Lago di Lugano (oggi unito a Porlezza, in provincia di Como).
Giunto a Vicenza, dopo un viaggio a Roma in cui era stato influenzato dalle opere del Borromini, rimase affascinato dai palazzi palladiani. Si iscrisse alla fraglia dei muratori e lapicidi e da quel momento operò prevalentemente in città, dove ricoprì la carica di architetto pubblico, e nel vicentino.
Compì estesi studi sulle opere del Palladio, cui dedicò il trattato Architettura di Andrea Palladio, pubblicato a Venezia a partire dal 1740 fino al 1748; l'opera era prevista in nove volumi, ma poté realizzarne solo due per la prematura scomparsa sua e del collega Giorgio Domenico Fossati. Questi studi gli diedero la possibilità di traghettare Vicenza fuori dalle secche dello stile severo, proponendo un nuovo linguaggio che reinterpretava, secondo il gusto del tempo e dopo l'esperienza barocca, le soluzioni palladiane. Egli fu così uno dei primi interpreti del rinnovamento culturale nel Settecento a Vicenza.
Suoi sono in città il Palazzo Repeta (poi sede della Banca d'Italia). Egli fece riferimento al Sammicheli, che nel Cinquecento aveva realizzato a Verona il palazzo Canossa, da cui trasse l'idea delle lesene che ritmano la facciata e dei finestroni che dialogano con la piazza; vi aggiunse l'esuberanza degli elementi decorativi, che si fanno vibranti e movimentano la facciata, e l'attico coronato di statue, che a sua volta verrà replicato nell'Ottocento nella ristrutturazione di palazzo Canossa.
Curò l'ampliamento del Palazzo del Monte di Pietà: la facciata su contrà del Monte con l'ingresso, gli interventi sull'ala che fu la sede originaria della Biblioteca Civica Bertoliana, l'ampliamento della chiesa di San Vincenzo. Progettò il Palazzo Velo nel Borgo di Porta Nova; commissionato da Giacomo Velo nel 1706, ebbe come modello di riferimento il palladiano Palazzo Chiericati nel sovrapporre a una loggia porticata un elemento pieno; però le linee flessuose della facciata sono un chiaro riferimento all'architettura barocca, segno di una sensibilità per il linguaggio borrominiano. Progettò il Palazzo Trento Valmarana, in seguito parzialmente distrutto e ricostruito, di cui rimane intatta la facciata.
Quando gli furono commissionate ville di campagna, guardò a quelle del Palladio, che diventarono il modello generalizzato delle ville venete nel Settecento, con il pronao al centro che dialoga con la facciata, fornisce solennità e vuole ricordare la nobiltà delle origini del committente.
Uno dei suoi capolavori è la Villa da Porto detta "La Favorita", commissionata da Giambattista da Porto a Monticello di Fara e progettata nel 1715. Il modello è la tavola palladiana per la villa di Ludovico Trissino a Meledo, che non fu mai realizzata. Anche qui è presente il dialogo del pronao con il resto della facciata e la colonna raddoppiata ai bordi.
Negli anni quaranta gli furono commissionati i Portici di Monte Berico - realizzazione di un'idea palladiana del Cinquecento - in cui il ritmo viene dato dalla ripetizione di 150 archi, simbolo del rosario.

## Opere principali
Nota: le date riportate si riferiscono al progetto delle opere, non necessariamente alla loro esecuzione.
- Palazzo Repeta (poi sede della Banca d'Italia), Vicenza, 1701
- Ampliamento del Palazzo del Monte di Pietà, Vicenza (facciata su Contra' del Monte con l'ingresso e interventi sull'ala che fu la sede originale della Biblioteca Civica Bertoliana), 1703 (realizz. 1704-1706)

- Palazzo Velo, Vicenza, 1707
- Palazzo Pojana in contra' San Tomaso, Vicenza

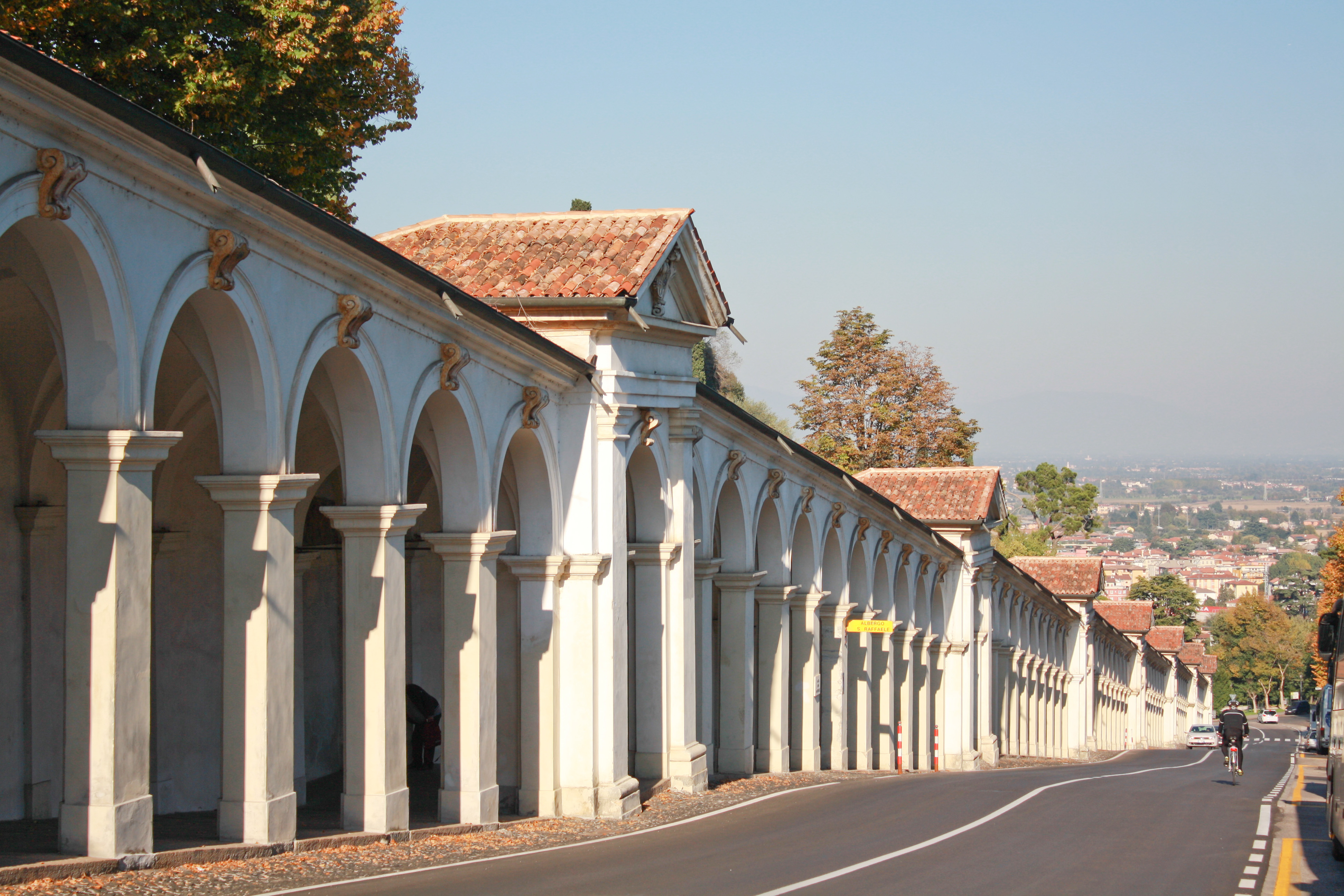
Portici di Monte Berico

- Pieve di San Mauro abate a Costozza (fraz. di Longare), ricostruzione
- Palazzo Trento Valmarana, Vicenza, tra 1713 e 1717 (parzialmente distrutto e ricostruito, rimane intatta la facciata)
- Villa Loschi Zileri dal Verme, Monteviale (VI), 1734
- Portici di Monte Berico, Vicenza, 1745 (realizzazione postuma dal 1748)

### Altre opere

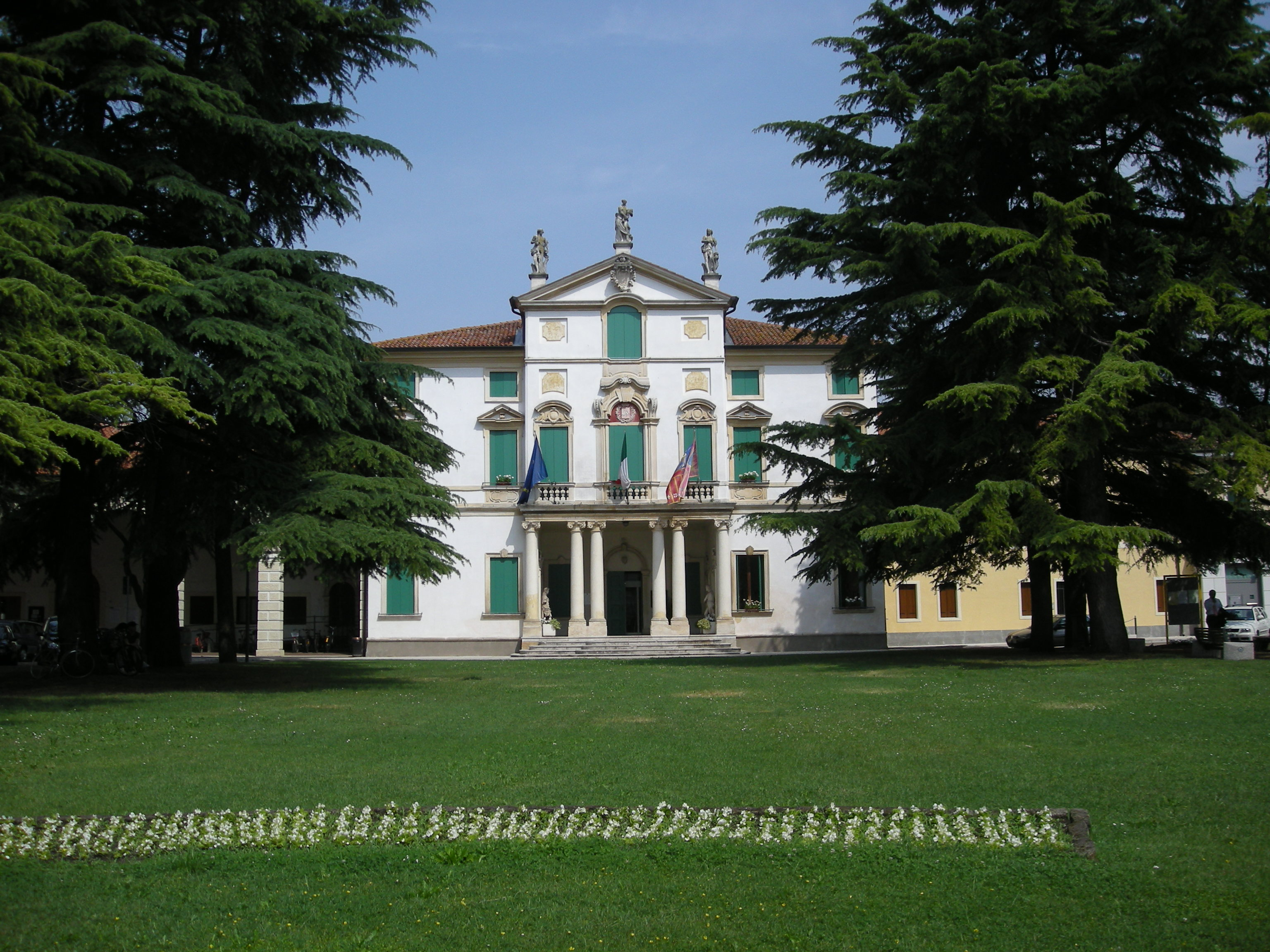
Villa Monza del 1715, ora Municipio a Dueville (Vicenza), è attribuita a Muttoni

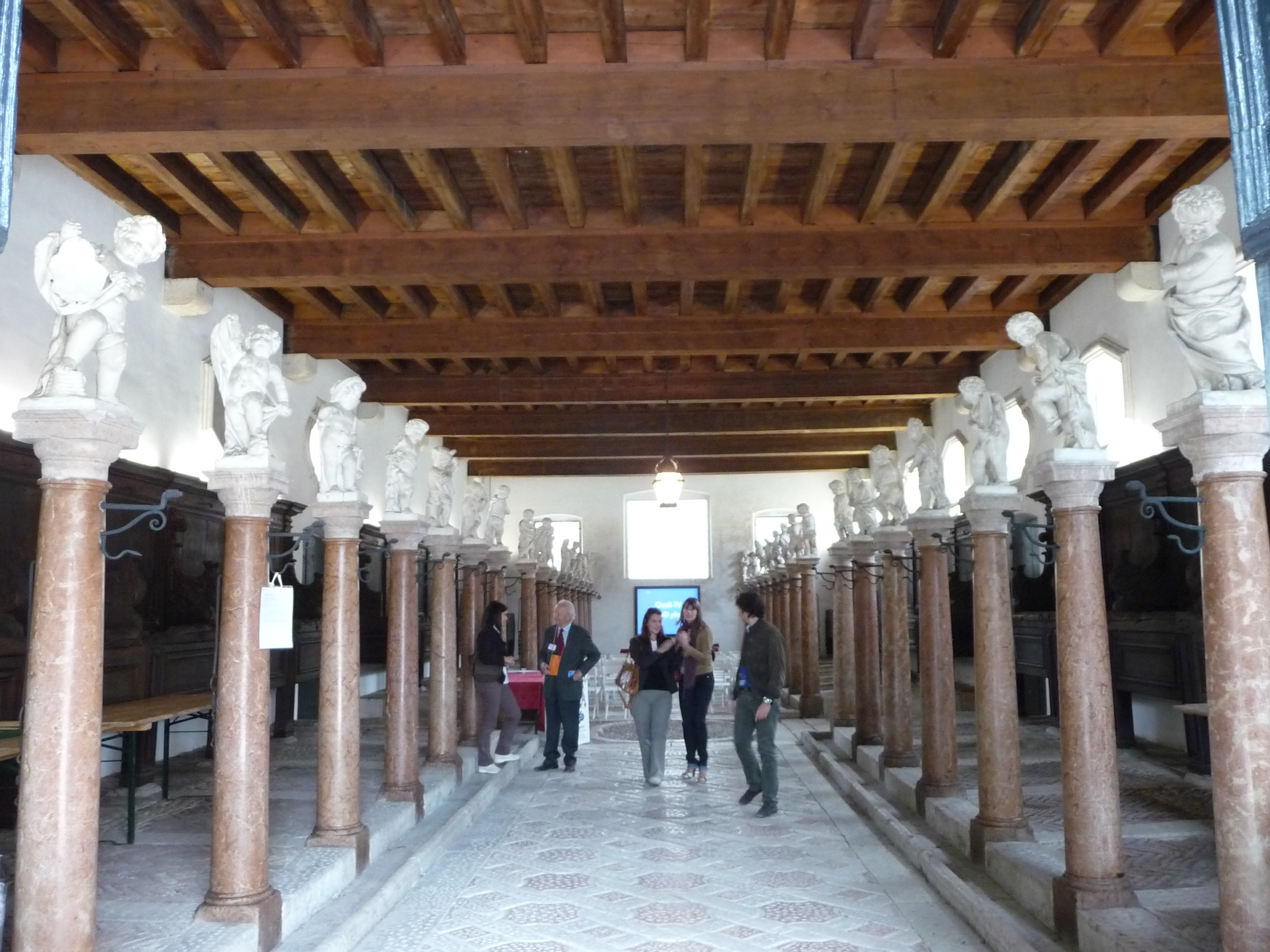
Le scuderie di Palazzo Porto Colleoni Thiene a Thiene (Vicenza)

- Scuderia di Palazzo Porto Colleoni Thiene (detto Castello), Thiene (Vicenza), 1710 (attribuita per tradizione)
- Villa Fracanzan Piovene per Giambattista Fracanzan, Orgiano (Vicenza), 1710[3]
- Villa da Porto detta "La Favorita", per Giovanni Battista da Porto, Monticello di Fara, Sarego (Vicenza), 1714-1716 (attribuita)
- Villa Monza ora sede del Municipio, Dueville (Vicenza), 1715 (attribuita)
- Chiesa di San Mauro, Costozza di Longare (Vicenza), c. 1719 (attribuita)
- Villa Trissino Marzotto, Trissino (Vicenza) (villa superiore), tra 1718 e 1722 (completata da Girolamo Dal Pozzo)
- Villa Valmarana Morosini, Altavilla Vicentina (Vicenza), 1724
- Foresteria e scuderie di Villa Valmarana "Ai Nani", Vicenza, 1736
- Villa Capra, Sarcedo (Vicenza) (sistemazione del giardino e degli esterni)
- Villa Cordellina, Montecchio Maggiore (Vicenza)
- Ristrutturazione di Chiesa e Convento di San Francesco alla Chiappetta, Bolzaneto (Genova) (attribuito)
- Chiesa prepositurale di san Michele, Leffe (Bergamo).[4]
- Villa Angaran delle Stelle, Mason Vicentino[senza fonte]

Compì inoltre interventi su varie opere palladiane, tra cui:
- Villa Almerico Capra detta la Rotonda, Vicenza
- Villa Piovene, Lonedo di Lugo di Vicenza
- Villa Thiene, Quinto Vicentino (Vicenza).

## Pubblicazioni
- Architettura di Andrea Palladio vicentino di nuovo ristampata, Angiolo Pasinelli, Venezia, 1740-48, 9 voll.